# 洋基体育场 (1923年)
洋基体育场（英語：Yankee Stadium）座落於美國紐約市布朗克斯，是美國職棒紐約洋基隊的前主場，於1923年啟用，曾在1974年至1975年進行翻新，同時也是美國棒球史上第一座三層座位的球場；在2008年停用前是大聯盟中年紀第三大的球場，僅次於波士頓紅襪的芬威球場（Fenway Park，1912年）及芝加哥小熊的瑞格利球場（Wrigley Field，1914年）。
2008年9月最後一場比賽後，洋基隊的主場遷至對街的同名新球場——洋基体育场。2009年3月起動工拆除，與一般建築物快速拆解不同，為分階段逐一拆卸，有些設施如座椅拆下後進行拍賣，直到2010年5月才完全拆除，拆除後原址轉型為公園，名為「Heritage Field」。

## 照片

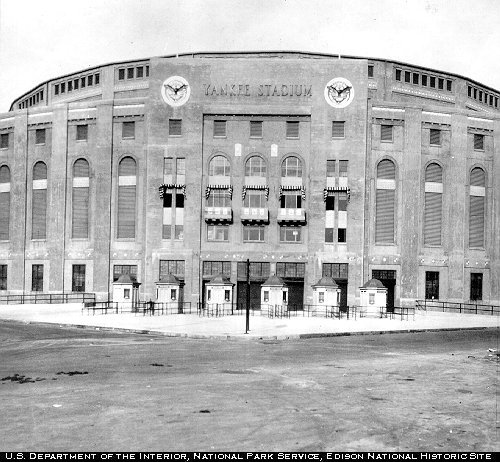
1923年球場正門
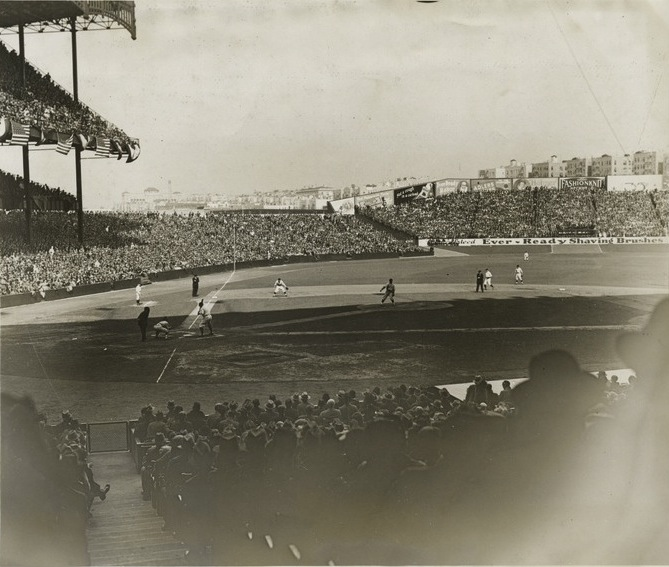
1927年，球場內的比賽狀況
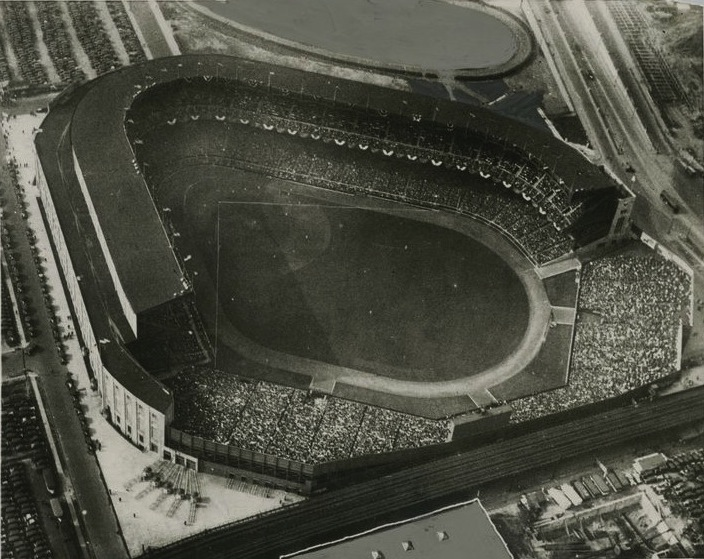
早期球場俯瞰圖
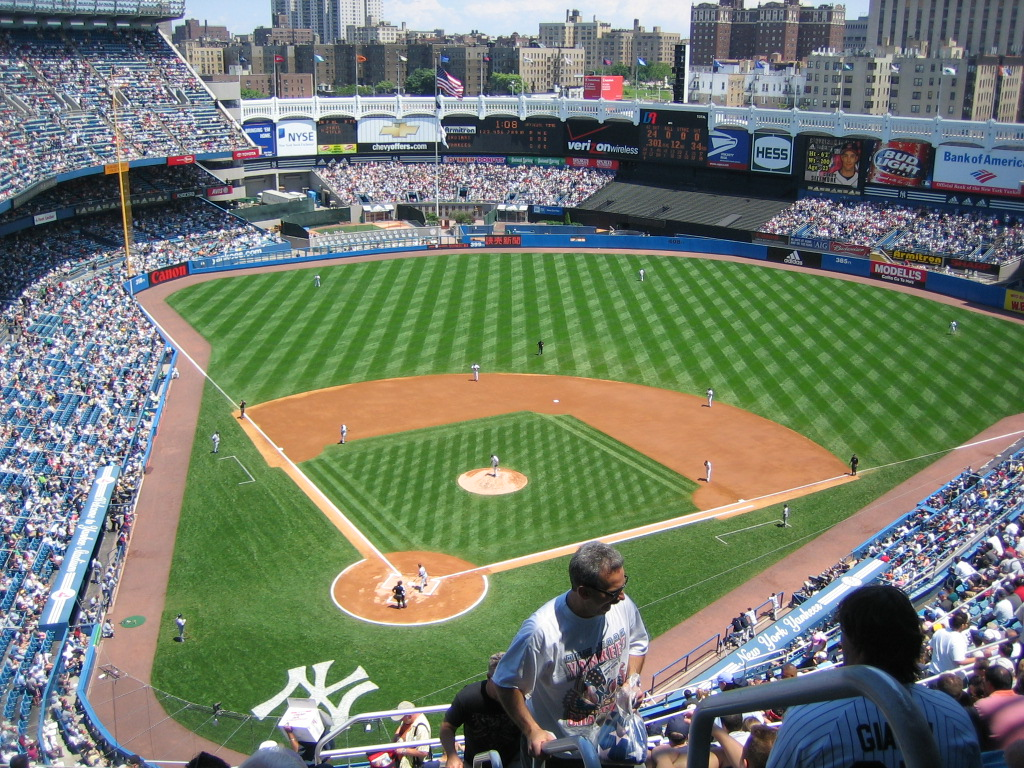
球場俯瞰圖
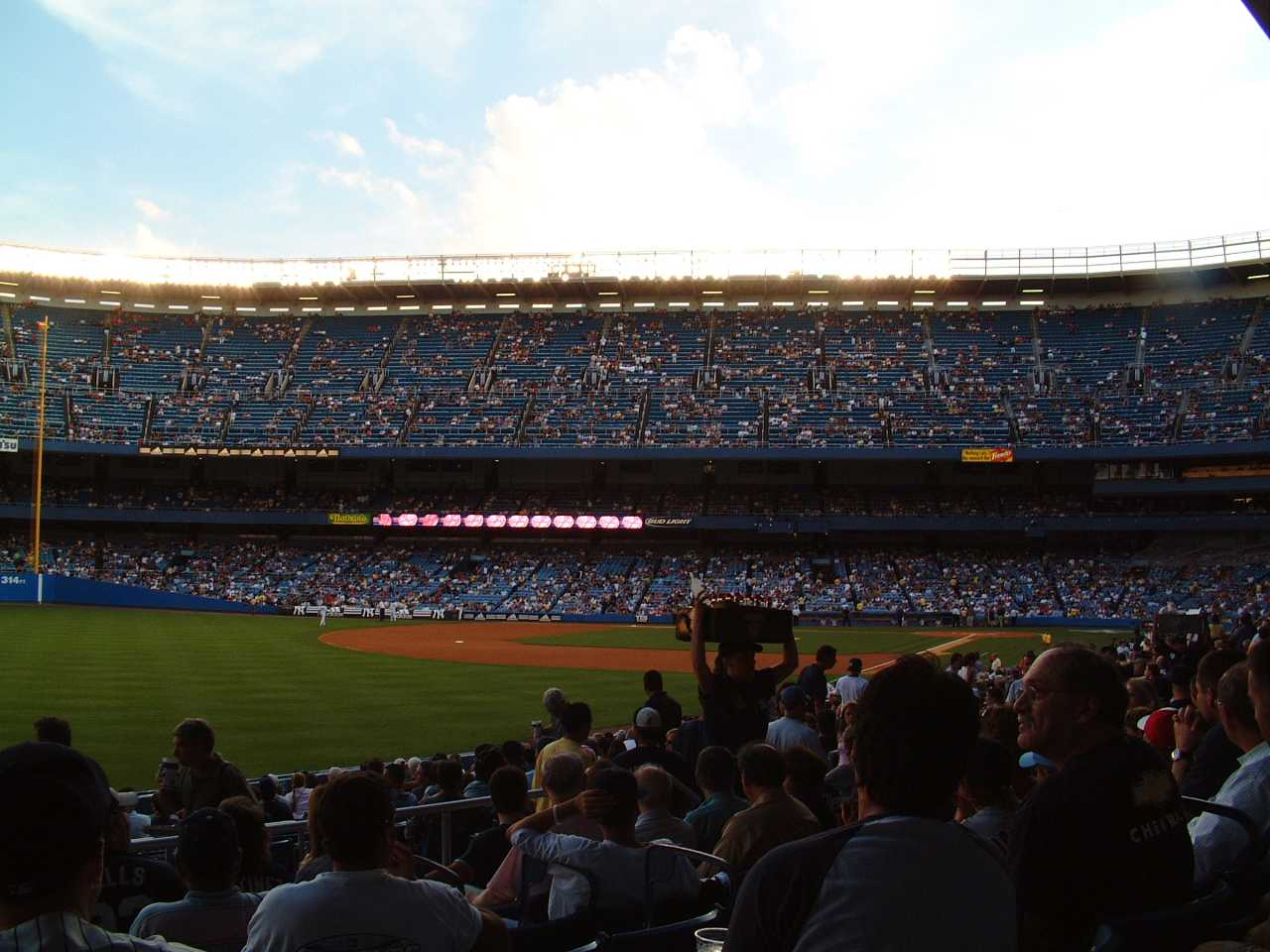
2005年，球場內的比賽狀況
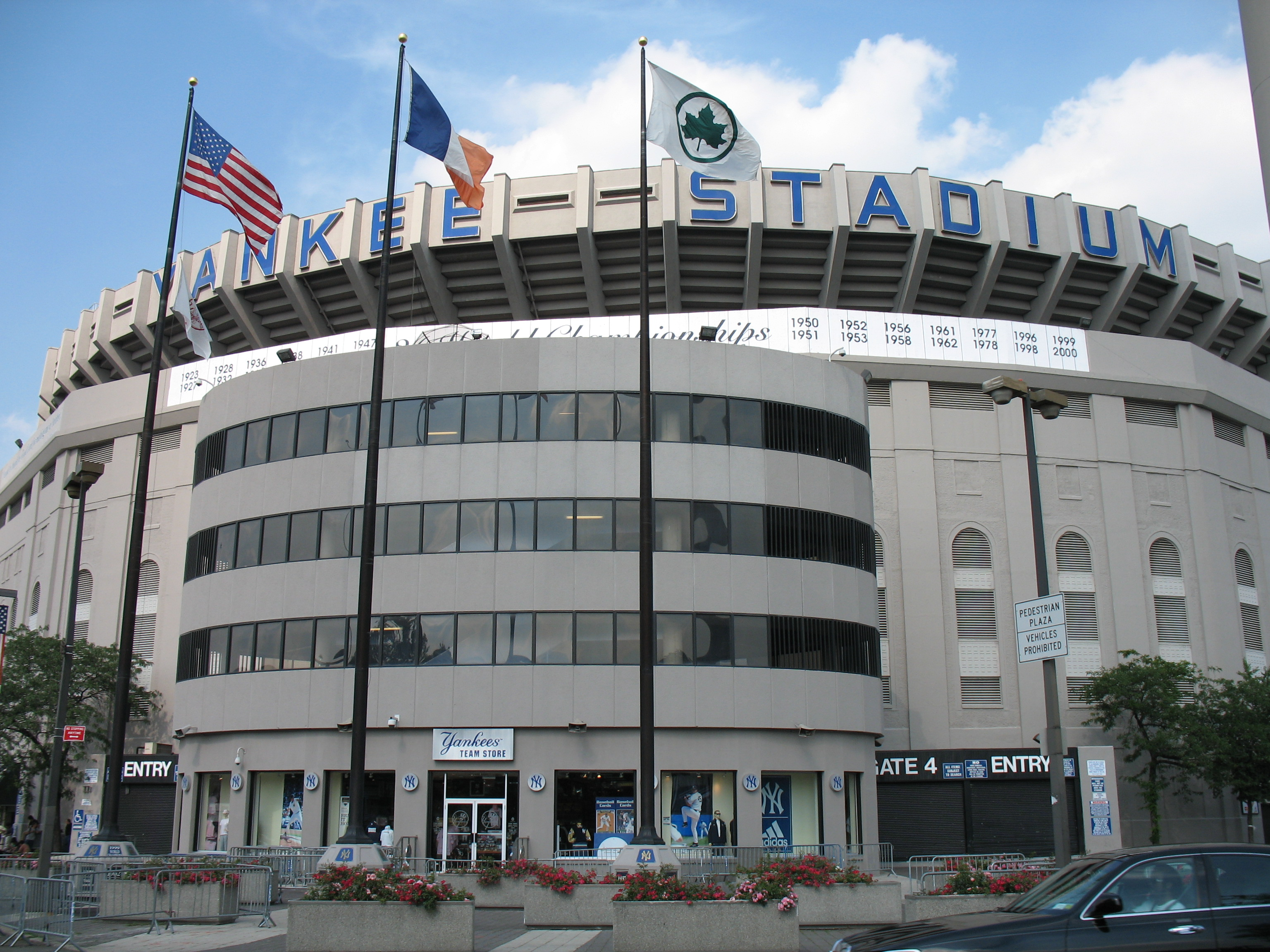
2006年，球場正門
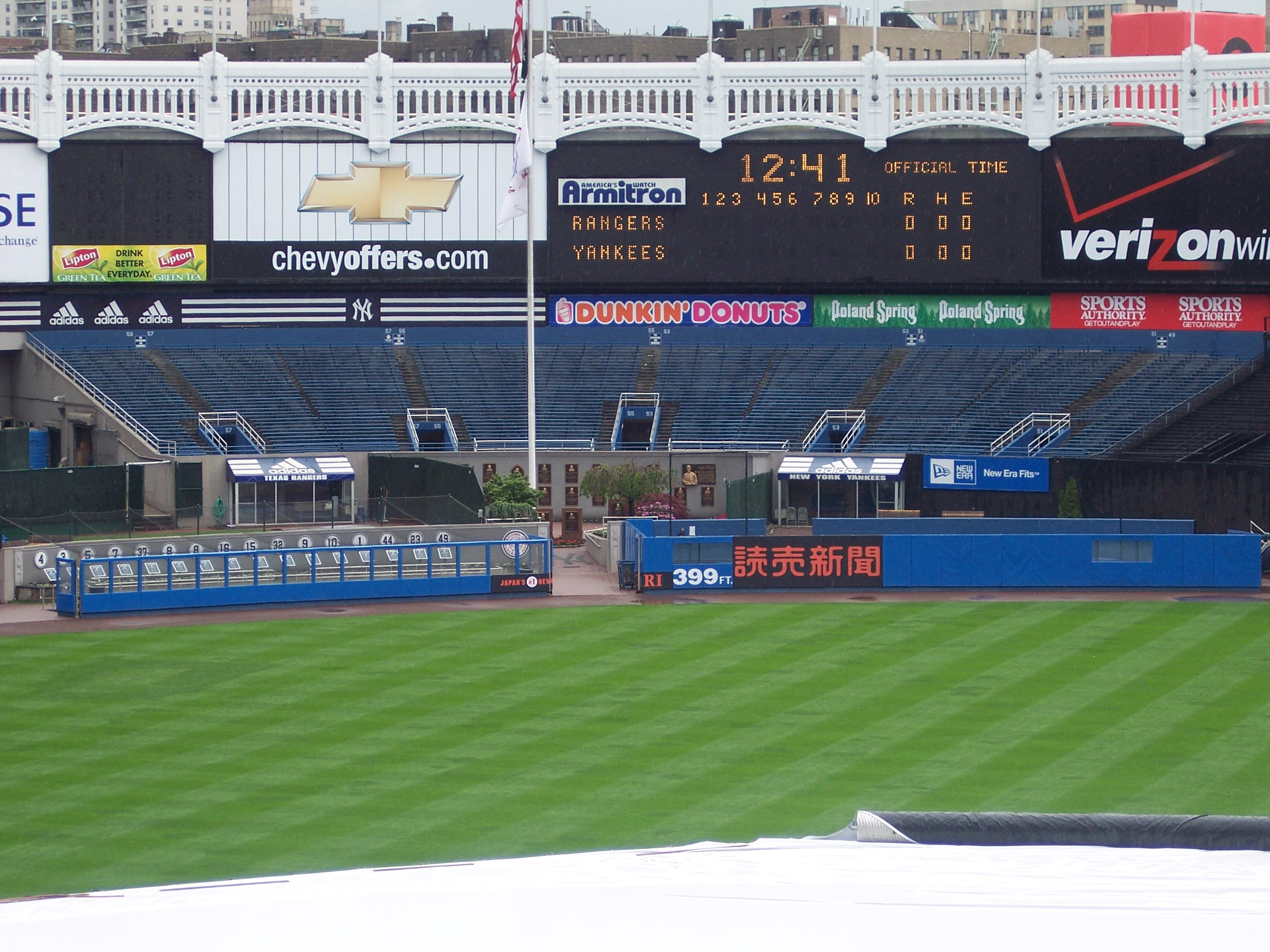
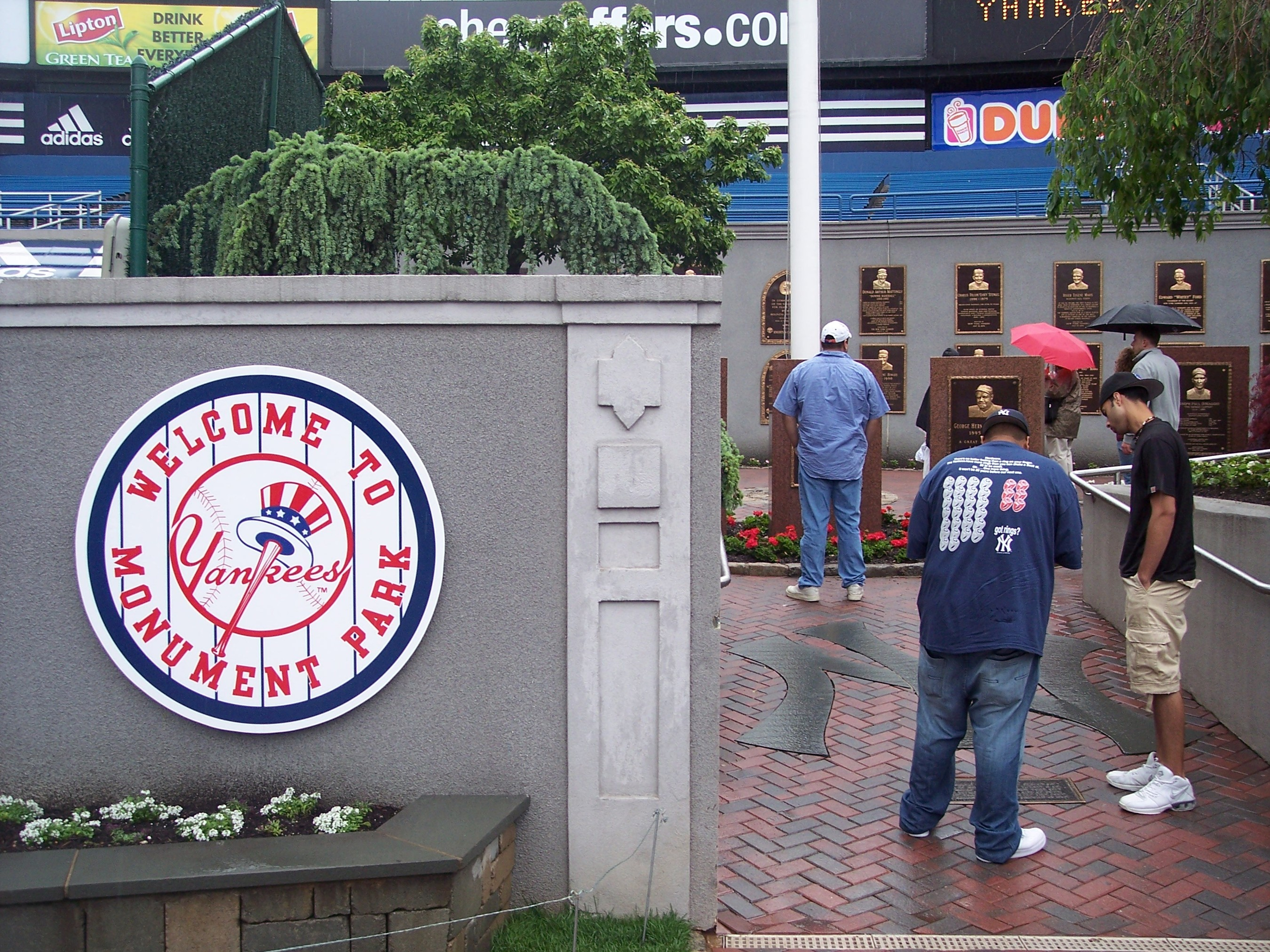
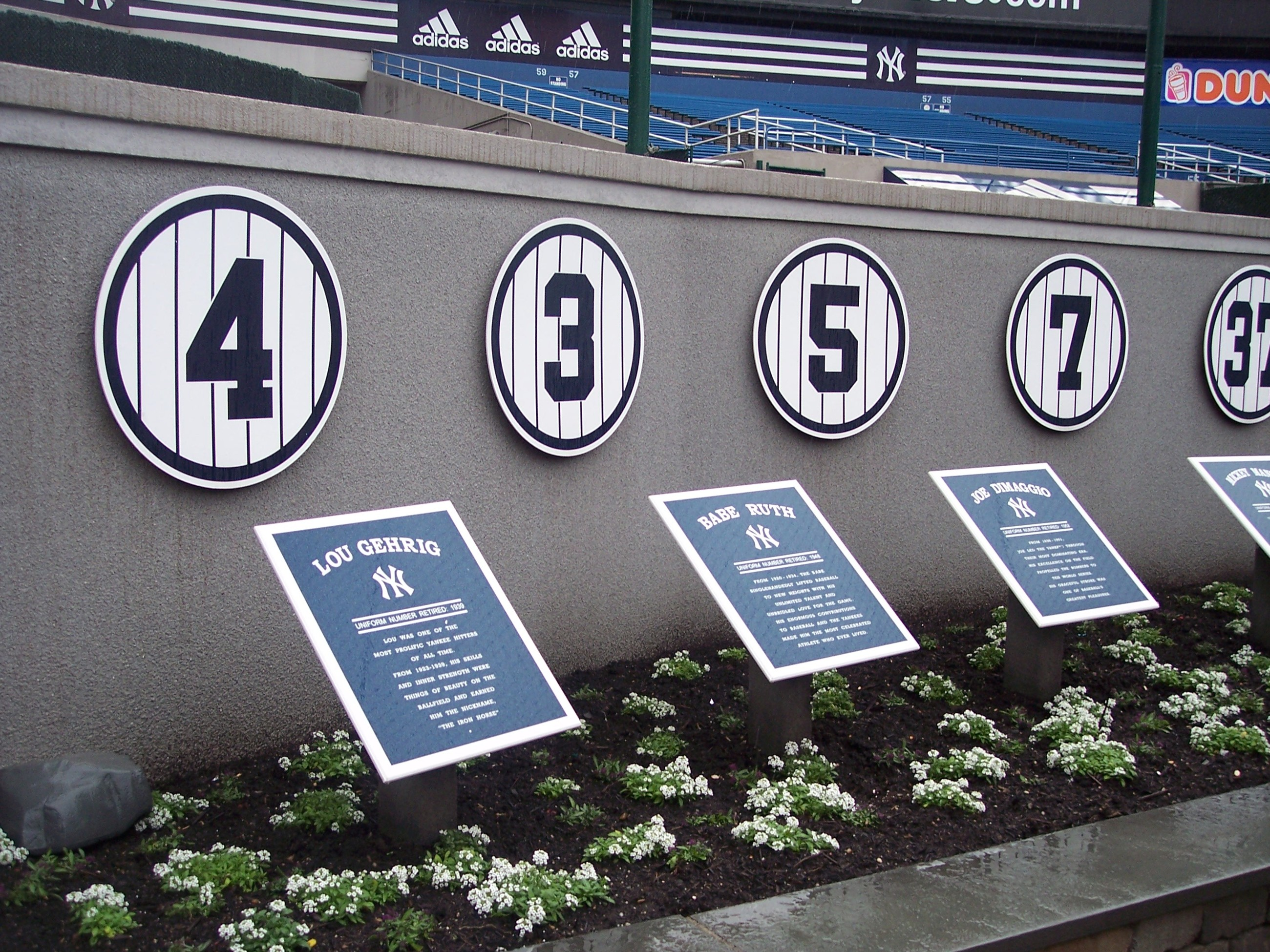
退休背號
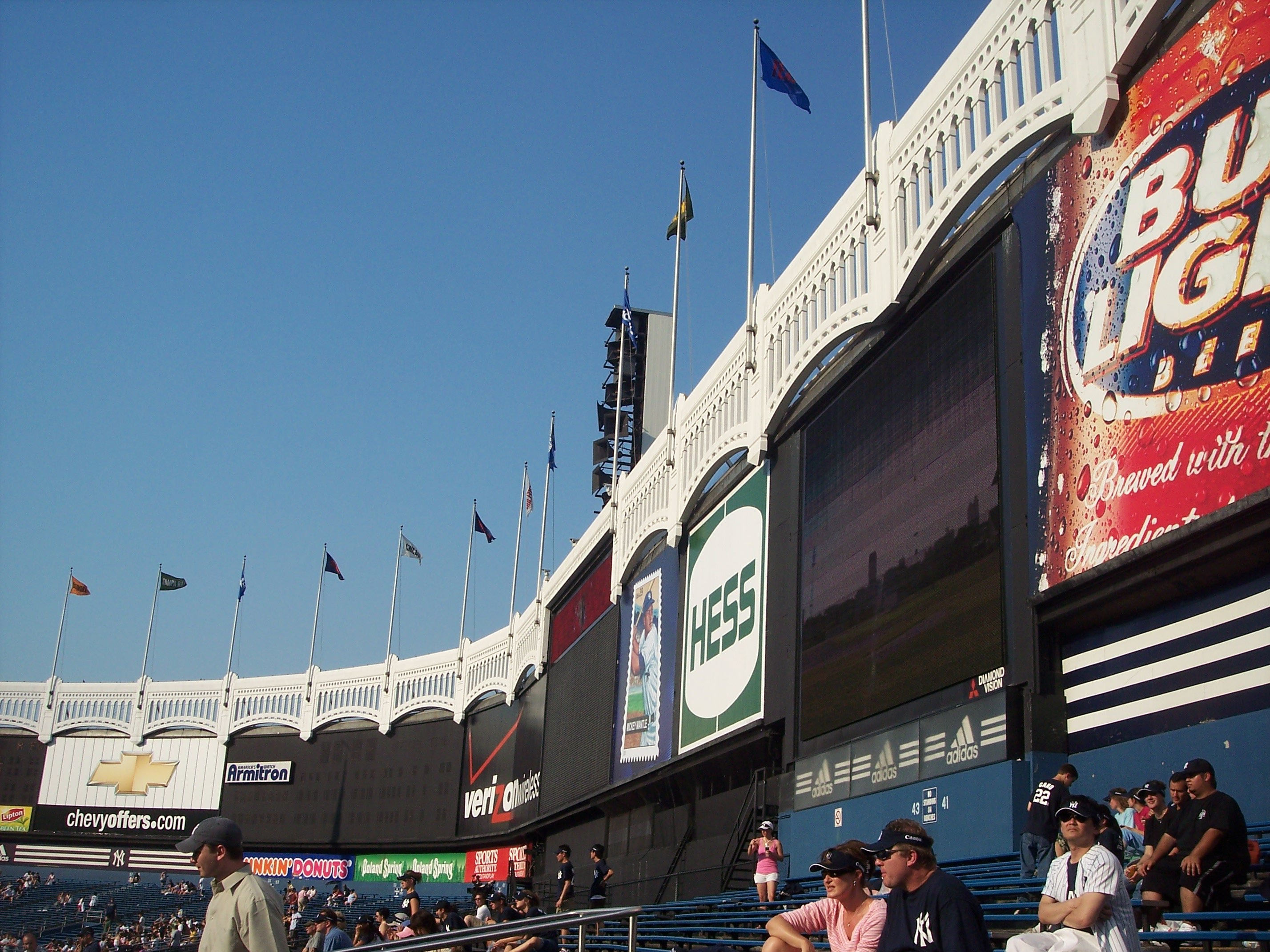
球場內部
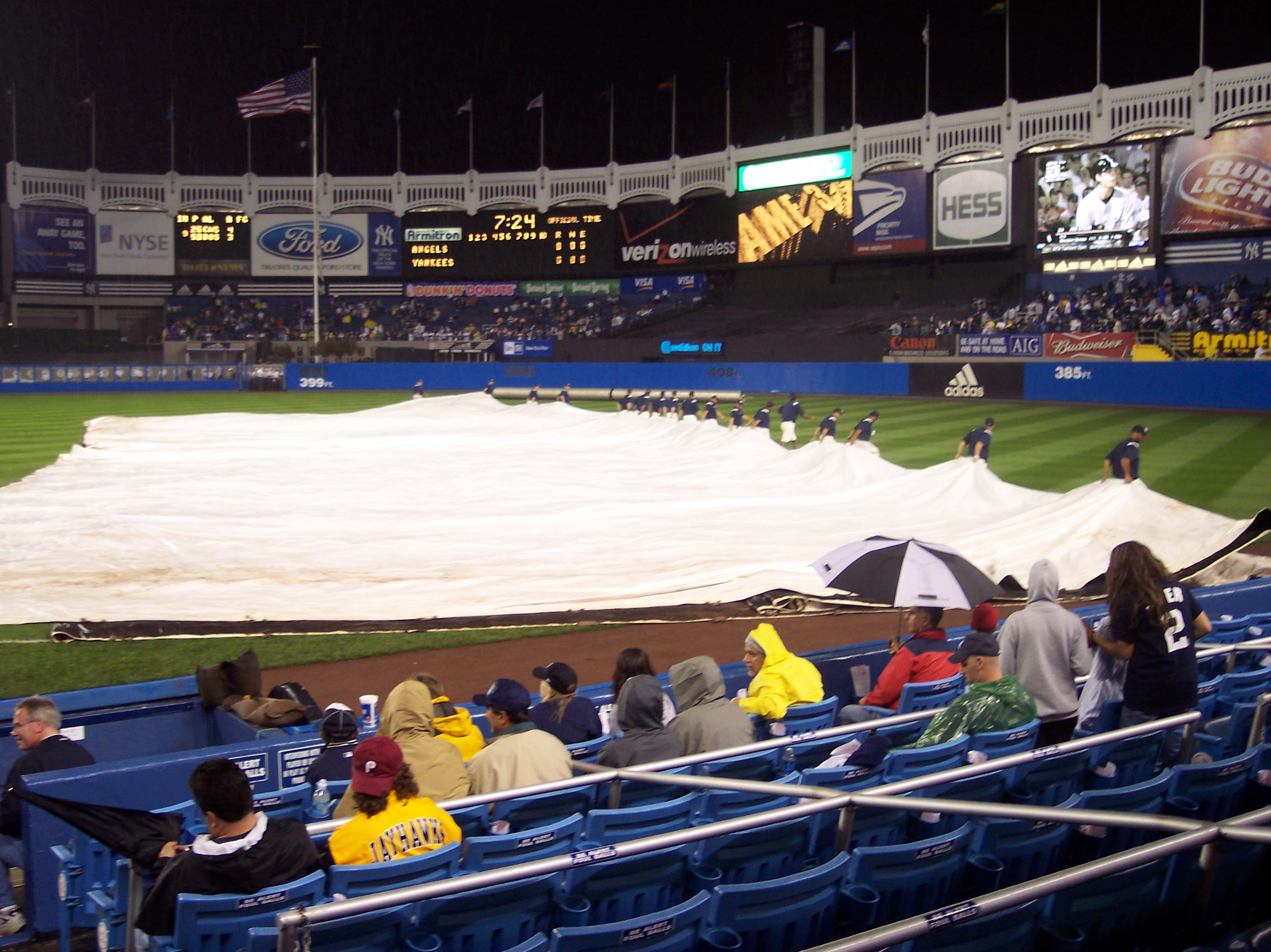